# إنخباتين بدار أوغان
إنخباتين بدار أوغان (مواليد 3 يونيو 1985) هو ملاكم منغولي، مثّل بلاده في الألعاب الأولمبية الصيفية 2008.

## روابط خارجية
إنخباتين بدار أوغان على موقع اللجنة الأولمبية الدولية (الإنجليزية)
- إنخباتين بدار أوغان على موقع أوليمبيديا (الإنجليزية)